# لرتشوندي
خوسيه ماريا لرتشوندي (بالإسبانية: José María Lerchundi)‏ José María Lerchundi (1836 - 1896 م) هو راهب فرنشسكاني إسباني، تعلم اللهجة المغربية العربية وكتب معجماً وكتاب نحو لها.